# Varvs församling, Linköpings stift
Varvs församling var en församling i Linköpings stift inom Svenska kyrkan i Motala kommun. Församlingen uppgick 1862 i Varv och Styra församling och är sedan 2006 en del av Aska församling.
Församlingskyrkan revs när Varv och Styra kyrka stod klar i advent 1861.

## Administrativ historik
Församlingen har medeltida ursprung.
Församlingen var till 1862 moderförsamling i pastoratet Varv och Styra. Församlingen uppgick 1862  i Varv och Styra församling.

## Kyrkoherdar
Lista över kyrkoherdar.
| Ämbetstid | Namn                             | Levnadstid | Övrigt                                   |
| --------- | -------------------------------- | ---------- | ---------------------------------------- |
| 1354      | Nicolaus Arvidi                  |            |                                          |
| 1405      | Pethar                           |            |                                          |
| -1526     | Franciscus Martini               | -1532      | Senare diakon i Vadstena.                |
| 1527      | Laurentius Haraldi               |            |                                          |
| 1538      | Haquinus Laurentii Eld           |            |                                          |
| 1555-1582 | Jonas Petri                      |            |                                          |
| 1585-1608 | Sigvardus Jonae                  | -1608      |                                          |
| 1610-1636 | Laurentius Jonae                 | -1636      |                                          |
| 1636-1652 | Jonas Laurentii                  | 1588-1652  |                                          |
| 1654-1675 | Laurentius Nicolai Vinnerstadius | 1603–1675  |                                          |
| 1675-1681 | Andreas Ausenius                 | 1634-1681  |                                          |
| 1683-1690 | Israel Kihlman                   | 1641-1690  |                                          |
| 1691-1717 | Laurentius Hallenius             | -1717      |                                          |
| 1719-1720 | Petrus Holmérus                  | 1689-1720  |                                          |
| 1722-1747 | Jonas Cronstrand                 | 1670-1747  |                                          |
| 1748-1749 | Samuel Planaeus                  | 1684-1749  |                                          |
| 1752-1781 | Jacob Wulff                      | 1701-1781  |                                          |
| 1782-1807 | Lars Törner                      | 1725-1807  | Prost.                                   |
| 1808      | Pehr Walbom                      |            | Senare kyrkoherde i Södra Vi församling. |
| 1817-1848 | Peter Eric Petersson             | 1759-1848  | Prost.                                   |
| 1849-1862 | Anders Gustaf Hällströmer        | 1791-1866  |                                          |

## Klockare, kantor och organister
| Ämbetstid | Namn                      | Levnadstid | Övrigt              |
| --------- | ------------------------- | ---------- | ------------------- |
| 1642–1651 | Zacharias Eriksson        | 1608–      | Klockare            |
| 1710      | Anders Andersson          |            | Klockare            |
| –1734     | Anders Larsson            |            | Klockare            |
| 1734–     | Nils Larsson              |            | Klockare            |
| 1739–1785 | Sven Andersson            | 1710–1785  | Klockare            |
| 1785–1817 | Peter Andersson Cederberg | 1753–      | Klockare            |
| 1819–1828 | Johan Peter Brodin        | 1790–      | Klockare            |
| 1828–1858 | Johan Lindqvist           | 1786–1858  | Klockare och kantor |